# Temporada 2024 de la Copa Truck
La temporada 2024 de la Copa Truck es la 8ª temporada del Campeonato Brasileño de Copa Truck de la historia. La serie es administrada a nivel nacional por la Confederación Brasileña de Automovilismo (CBA).
El origen de la categoría se produjo después de que nueve equipos abandonaran la Fórmula Truck por desacuerdos con la problemática gestión de Neusa Navarro Félix; estos equipos se unieron en una asociación creando la categoría que vino a reemplazar a Fórmula Truck. La nueva categoría reúne a equipos y pilotos de la antigua categoría.
En noviembre de 2017, fue homologado por la Confederación Brasileña de Automovilismo (CBA) y reconocido como campeonato oficial. Carlos Col, exjefe del Stock Car, es su promotor.
Copa Truck fue lanzada oficialmente el 27 de abril de 2017 en São Paulo. En la primera temporada, el campeonato se dividió en tres copas regionales: Centro-Oeste, Noreste y Sudeste. La primera etapa tuvo lugar el 28 de mayo, en Goiânia, con 17 camiones en parrilla.
La asociación está compuesta por los siguientes equipos: RM Competições, AJ5 Sports, DF Motorsport, RVR Motorsports, Dakar Motors, Fábio Fogaça Motorsports, Lucar Motorsports y Clay Truck Racing.
La temporada 2024 de Copa Truck comenzará este fin de semana enCampo Grande (MS) con la parrilla más grande registrada en una etapa inicial: habrá 36 participantes divididos en dos clases que han sido renombradas: la clase principal ahora se llama Super Truck Pro, con la clase de acceso es Super Truck Elite.
Este año, el formato se mantiene sin cambios con las dos clases entrenando por separado y compitiendo juntas, pero separadas por un intervalo de seguridad. Ambas clases cuentan con más de 15 camiones registrados. Este crecimiento ya está haciendo que la organización piense en celebrar carreras separadas a partir del próximo año.

## Equipos y Pilotos
Todos los pilotos son brasileños.
| Equipo               | Constructor   | Neumático | No. | Piloto                | Etapas    |
| -------------------- | ------------- | --------- | --- | --------------------- | --------- |
| ASG Motorsport       | Mercedes-Benz | P         | 15  | Roberval Andrade      | 1-5 y 7   |
| ASG Motorsport       | Mercedes-Benz | P         | 25  | Jaidson Zini          | Todas     |
| ASG Motorsport       | Mercedes-Benz | P         | 29  | Raphael Abbate        | Todas     |
| ASG Motorsport       | Mercedes-Benz | P         | 99  | Luiz Lopes            | 1-5 y 7   |
| ASG Motorsport       | Mercedes-Benz | P         | 111 | Bia Figueiredo        | Todas     |
| ASG Motorsport       | Mercedes-Benz | P         | 117 | Pedro Perdoncini      | Todas     |
| ASG Motorsport       | Mercedes-Benz | P         | 126 | Márcio Giordano       | Todas     |
| AJ5 ECO Sports       | Mercedes-Benz | P         | 5   | Adalberto Jardim      | Todas     |
| Tiger Team           | Mercedes-Benz | P         | 3   | Ricardo Alvarez       | Todas     |
| Tiger Team           | Mercedes-Benz | P         | 11  | Léo Rufino            | Todas     |
| Tiger Team           | Mercedes-Benz | P         | 23  | Victor Franzoni       | Todas     |
| Tiger Team           | Mercedes-Benz | P         | 41  | Lucas Bornemann       | Todas     |
| FF Motorsport        | Mercedes-Benz | P         | 27  | Fábio Fogaça          | Todas     |
| FF Motorsport        | Mercedes-Benz | P         | 97  | Maicon Roncen         | Todas     |
| PP Motorsport        | Mercedes-Benz | P         | 12  | Juca Bala             | Todas     |
| PP Motorsport        | Mercedes-Benz | P         | 29  | Pedro Paulo Fernandes | 3-7       |
| PP Motorsport        | Mercedes-Benz | P         | 69  | Evandro Camargo       | 1-5 y 7   |
| D+ Motorsport        | Mercedes-Benz | P         | 45  | Daniel Keleman        | Todas     |
| R9 Competições       | Volkswagen    | P         | 4   | Felipe Giaffone       | Todas     |
| R9 Competições       | Volkswagen    | P         | 7   | Débora Rodrigues      | Todas     |
| R9 Competições       | Volkswagen    | P         | 17  | Thiago Rizzo          | Todas     |
| R9 Competições       | Volkswagen    | P         | 77  | André Marques         | Todas     |
| R9 Competições       | Volkswagen    | P         | 88  | Beto Monteiro         | Todas     |
| R9 Competições       | Volkswagen    | P         | 00  | Danilo Alamini        | 1-5 y 7   |
| R9 Competições       | Volkswagen    | P         | 9   | Renato Martins        | 7         |
| Odapel/R9 Racing     | Volkswagen    | P         | 55  | Paulo Salustiano      | 1-6       |
| Odapel/R9 Racing     | Volkswagen    | P         | 81  | José Augusto Dias     | Todas     |
| Usual Racing         | Iveco         | P         | 6   | Wellington Cirino     | Todas     |
| Usual Racing         | Iveco         | P         | 21  | Djalma Pivetta        | Todas     |
| Usual Racing         | Iveco         | P         | 28  | Danilo Dirani         | Todas     |
| Dakar Motorsport     | Iveco         | P         | 57  | Felipe Tozzo          | Todas     |
| Scuderia CH          | Iveco         | P         | 54  | Diogo Moscato         | 6         |
| Vannucci Racing      | Volvo         | P         | 33  | Rodrigo Taborda       | Todas     |
| Vannucci Racing      | Volvo         | P         | 43  | Glauco Barros         | 1-3       |
| Vannucci Racing      | Volvo         | P         | 92  | Hugo Cibien           | 5-7       |
| Vannucci Racing      | Iveco         | P         | 73  | Leandro Totti         | Todas     |
| Boessio Competições  | Volvo         | P         | 83  | Régis Boessio         | 1-3 y 5-7 |
| GT Oil Eletric Truck | Scania        | P         | 39  | Hiro Yano             | Todas     |
| GT Oil Eletric Truck | Scania        | P         | 70  | Kléber Eletric        | Todas     |
| GT Oil Eletric Truck | Scania        | P         | 71  | Gustavo Teixeira      | 6-7       |

### Cambios en las escuderías
- Desde el año pasado hemos tenido 14 movimientos interesantes. Cuatro pilotos debutarán (Marcio Giordano y Pedro Perdoncini en ASG, Leo Rufino y Lucas Bornemann en Tiger), mientras que otros cuatro regresan después de una temporada fuera (Glauco Barros, ahora en Vannucci, Maicon Roncem, nuevo nombre de FF, Hiro Yano, en un Mercedes de Electric Truck, y Regis Boessio, con su propio equipo).[20]

- Otros tres pilotos cambiaron de equipo: Ricardo Álvarez, que era del PP, y Evandro Camargo, entonces de Tiger, intercambiaron puestos, y Daniel Kelemen pasó a competir con su propia estructura en DMais. Finalmente, tres pilotos abandonaron la parrilla: Caio Castro (sin rumbo definido), Felipe Gama (competirá en la Copa HB20) y Djalma Fogaça (que será el jefe del equipo FF).[20]

- Ahora piloto de categoría Pro, Evandro Camargo comenzará esta nueva etapa de su carrera a bordo de la camioneta PP Motorsport, luego de construir su recorrido con la escudería Tiger Team.[21]

- Los dos equipos tendrán una asociación técnica esta temporada y el subcampeón de la temporada pasada tendrá como socios a los pilotos PP Fernandes y Juca Bala. Se hace cargo de la camioneta que era de Ricardo Álvarez, quien ocupó su lugar en Tigre.[21]

- Mire las novedades en el área: Daniel Keleman dejó ASG Motorsport a fines del año pasado y está ejecutando la temporada 2024 de Copa Truck con su propia estructura. Y los planes son audaces.[22]

- El equipo se llama D+ Motorsport y la explicación del nombre es muy sencilla: “En el automovilismo nadie gana solo y el equipo no soy solo yo, de ahí el símbolo +”, comenta Kelemen.[22]

- El piloto se lleva al nuevo equipo la estructura que utilizó en ASG. “Pedro Pimenta continúa como entrenador, Stuart Turvey como telemetrista, Ferrugem como mecánico y Luquinha como asistente de mecánico. Este año vamos de manera ágil, cuidadosa y eficiente”, destaca.[22]

- Kelemen también afirmó que la idea es audaz: expandirse significativamente en los próximos años. “Empezamos con un camión, el año que viene vamos a tener más camiones y la idea es tener cuatro, dos Mercedes y dos de otra marca”, añade.[22]

## Calendario

### Etapas[23]
| Ronda                                                                 | Fecha           | Gran Premio                        | Circuito                                     | Ciudad                | Horário   | Info   |
| --------------------------------------------------------------------- | --------------- | ---------------------------------- | -------------------------------------------- | --------------------- | --------- | ------ |
| 1                                                                     | 17 de marzo     | Grande Prêmio de Campo Grande      | Autódromo Internacional Orlando Moura        | Campo Grande, MS      | 12h30     | [ 25 ] |
| 2                                                                     | 14 de abril     | Grande Prêmio de Goiás             | Autódromo Ayrton Senna                       | Goiânia, GO           | 12h30     | [ 26 ] |
| 3                                                                     | 12 de mayo      | Grande Prêmio de Londrina          | Autódromo Internacional de Londrina          | Londrina, PR          | 12h30     | [ 27 ] |
| 4                                                                     | 16 de junio     | Grande Prêmio Santa Cruz do Sul    | Autódromo de Potenza                         | Lima Duarte, MG       | 12h30     | [ 29 ] |
| 5                                                                     | 4 de agosto     | Grande Prêmio de Interlagos        | Autódromo Internacional de Interlagos        | São Paulo, SP         | 12h30     | [ 30 ] |
| 6                                                                     | 1 de septiembre | Grande Prêmio de Cascavel          | Autódromo Zilmar Beux                        | Cascavel, PR          | 14h00     | [ 31 ] |
| 7                                                                     | 13 de octubre   | Grande Prêmio de Tarumã            | Autódromo de Tarumã                          | Viamão, RS            | 12h30     | [ 32 ] |
| 8                                                                     | 17 de noviembre | Grande Prêmio de Minas Gerais      | Circuito dos Cristais                        | Curvelo, MG           |           |        |
| 9                                                                     | 8 de diciembre  | Grande Prêmio de Goiânia           | Autódromo Ayrton Senna                       | Goiânia, GO           |           |        |
| Corrida cancelada devido a Inundaciones de Río Grande del Sur de 2024 |                 |                                    |                                              |                       |           |        |
| -                                                                     | 16 de junio     | Grande Prêmio de Santa Cruz do Sul | Autódromo Internacional de Santa Cruz do Sul | Santa Cruz do Sul, RS | Cancelada | [ 33 ] |

### Resultados
| Ronda | Circuito                           | Fecha           | Pole Position   | Vuelta rápida    | Piloto ganador    | Equipo ganador   | Constructor   | Ref.   |
| ----- | ---------------------------------- | --------------- | --------------- | ---------------- | ----------------- | ---------------- | ------------- | ------ |
| 1     | Grande Prêmio de Campo Grande      | 17 de marzo     | Danilo Dirani   | Felipe Giaffone  | Felipe Giaffone   | R9 Competições   | Volkswagen    | [ 35 ] |
| 1     | Grande Prêmio de Campo Grande      | 17 de marzo     | Sin disputa     | Roberval Andrade | Wellington Cirino | Usual Racing     | Iveco         | [ 36 ] |
| 2     | Grande Prêmio de Goiás             | 14 de abril     | Felipe Giaffone | Roberval Andrade | Roberval Andrade  | ASG Motorsport   | Mercedes-Benz | [ 38 ] |
| 2     | Grande Prêmio de Goiás             | 14 de abril     | Sin disputa     | Fábio Fogaça     | Fábio Fogaça      | FF Motorsport    | Mercedes-Benz | [ 39 ] |
| 3     | Grande Prêmio de Londrina          | 12 de mayo      | Beto Monteiro   | Beto Monteiro    | Beto Monteiro     | R9 Competições   | Volkswagen    | [ 41 ] |
| 3     | Grande Prêmio de Londrina          | 12 de mayo      | Sin disputa     | Paulo Salustiano | Paulo Salustiano  | Odapel/R9 Racing | Volkswagen    | [ 42 ] |
| 4     | Grande Prêmio de Santa Cruz do Sul | 16 de junio     | Leandro Totti   | Danilo Dirani    | Leandro Totti     | Vannucci Racing  | Iveco         | [ 44 ] |
| 4     | Grande Prêmio de Santa Cruz do Sul | 16 de junio     | Sin disputa     | Leandro Totti    | Victor Franzoni   | Tiger Team       | Mercedes-Benz | [ 45 ] |
| 5     | Grande Prêmio de Interlagos        | 4 de agosto     | Beto Monteiro   | Beto Monteiro    | Beto Monteiro     | R9 Competições   | Volkswagen    | [ 47 ] |
| 5     | Grande Prêmio de Interlagos        | 4 de agosto     | Sin disputa     | Paulo Salustiano | Paulo Salustiano  | Odapel/R9 Racing | Volkswagen    | [ 48 ] |
| 6     | Grande Prêmio de Cascavel          | 1 de septiembre | Felipe Giaffone | Felipe Giaffone  | Felipe Giaffone   | R9 Competições   | Volkswagen    | [ 49 ] |
| 6     | Grande Prêmio de Cascavel          | 1 de septiembre | Sin disputa     | Beto Monteiro    | Beto Monteiro     | R9 Competições   | Volkswagen    | [ 50 ] |
| 7     | Grande Prêmio de Tarumã            | 13 de octubre   | Leandro Totti   | Leandro Totti    | Leandro Totti     | Vannucci Racing  | Iveco         | [ 52 ] |
| 7     | Grande Prêmio de Tarumã            | 13 de octubre   | Sin disputa     | Roberval Andrade | Danilo Dirani     | Usual Racing     | Iveco         | [ 53 ] |
| 8     | Grande Prêmio de Minas Gerais      | 17 de noviembre |                 |                  |                   |                  |               |        |
| 8     | Grande Prêmio de Minas Gerais      | 17 de noviembre |                 |                  |                   |                  |               |        |
| 9     | Grande Prêmio de Goiânia           | 8 de diciembre  |                 |                  |                   |                  |               |        |
| 9     | Grande Prêmio de Goiânia           | 8 de diciembre  |                 |                  |                   |                  |               |        |

## Calificación general

### Categoría Super Truck Pro
| Pos | Piloto                | CGR | CGR | GOI | GOI | LON | LON | POT | POT | INT | INT | CAS | CAS | TAR | TAR | MGS | MGS | GNA | GNA | Pts |
| Pos | Piloto                | RD1 | RD2 | RD1 | RD2 | RD1 | RD2 | RD1 | RD2 | RD1 | RD2 | RD1 | RD2 | RD1 | RD2 | RD1 | RD2 | RD1 | RD2 | Pts |
| --- | --------------------- | --- | --- | --- | --- | --- | --- | --- | --- | --- | --- | --- | --- | --- | --- | --- | --- | --- | --- | --- |
| 1   | Felipe Giaffone       | 1   | 3   | 2   | 3   | 3   | 9   | Ret | 7   | 2   | 16  | 1   | 2   | 2   | 4   | 1   | 6   | 1   | 5   | 271 |
| 2   | André Marques         | 4   | 2   | 3   | 2   | 9   | 29  | 4   | 4   | 10  | 6   | 2   | NL  | 10  | 8   | 6   | 3   | 7   | 1   | 225 |
| 3   | Danilo Dirani         | 25  | 27  | 10  | 7   | 5   | 3   | 2   | 3   | 3   | 19  | 3   | 4   | 3   | 1   | 2   | 4   | WD  | 6   | 208 |
| 4   | Roberval Andrade      | 9   | 18  | 1   | 8   | 2   | 17  | Ret | 15  | 4   | 2   |     |     | 4   | 7   | 4   | 1   | 6   | 2   | 201 |
| 5   | Wellington Cirino     | 6   | 1   | 5   | 6   | 4   | 4   | 11  | 5   | 8   | 21  | 19  | 7   | 5   | 5   | 5   | 5   | 2   | 10  | 194 |
| 6   | Raphael Abbate        | 17  | 7   | 7   | 4   | 6   | NL  | 7   | 17  | 5   | 3   | 4   | WD  | 6   | 9   | 3   | 7   | 4   | 3   | 194 |
| 7   | Paulo Salustiano      | 5   | 26  | 6   | 5   | 8   | 1   | 6   | 2   | 6   | 1   | 17  | NC  |     |     | 7   | 2   | 5   | 4   | 188 |
| 8   | Jaidson Zini          | 30  | 24  | 13  | Ret | 7   | 2   | 5   | 20  | 7   | 5   | 10  | 6   | 12  | 11  | 14  | 17  | 3   | 7   | 139 |
| 9   | Beto Monteiro         | 28  | WD  | 9   | 9   | 1   | 13  | 3   | Ret | 1   | 7   | 5   | 1   | Les | Les |     |     |     |     | 136 |
| 10  | Victor Franzoni       | 3   | 5   | Ret | DNS | 11  | 28  | 8   | 1   | 17  | 9   | 6   | 3   | 11  | 10  | NQ  | NQ  | 15  | Ret | 135 |
| 11  | Felipe Tozzo          | 7   | 6   | 12  | 11  | NC  | 8   | 9   | Ret | 14  | 23  | 7   | 13  | 7   | 2   | Ret | NL  | 8   | 18  | 120 |
| 12  | Leandro Totti         | 8   | 20  | 11  | 25  | Ret | NL  | 1   | 6   | 24  | 24  | 8   | 5   | 1   | 15  | 11  | 8   | OUT | Ret | 118 |
| 13  | Fábio Fogaça          | Wth | 11  | 8   | 1   | 27  | 22  | 10  | 8   | 30  | 12  | 9   | Wth | 8   | 3   | 30  | NA  | EX  | EX  | 105 |
| 14  | Débora Rodrigues      | 12  | 9   | 14  | 26  | 10  | 6   | 17  | 10  | 20  | 8   | 12  | 23  | 13  | 16  | 18  | 26  | 12  | 11  | 102 |
| 15  | Adalberto Jardim      | 2   | 17  | 4   | Ret | 20  | 7   | Ret | DNF | 9   | 4   | 29  | 18  | 23  | 13  | Ret | DSQ | 26  | NC  | 96  |
| 16  | Luiz Lopes            | 10  | 4   | 27  | 10  | 18  | 5   | 13  | 9   | 11  | 26  |     |     | 15  | 12  | 13  | 20  | 24  | NPQ | 96  |
| 17  | Régis Boessio         | 11  | 8   | NPQ | Ret | Wth | Wth |     |     | Ret | DNS | NPQ | DNF | 9   | 6   | 8   | 16  | 10  | 8   | 73  |
| 18  | Evandro Camargo       | 13  | 10  | 18  | 13  | Ret | Ret | 12  | 11  | Ret | DNP |     |     | 14  | NQ  | 10  | AN  | 9   | 9   | 70  |
| 19  | Thiago Rizzo          | 14  | 25  | 26  | 20  | 14  | 10  | 14  | DNQ | 33  | DNF | 13  | 9   | 16  | NE  | Ret | DNS | 11  | DNS | 54  |
| 20  | Bia Figueiredo        | 29  | 23  | 15  | Ret | 12  | 14  | 15  | 14  | 12  | 14  | 11  | 15  | 17  | 20  | 12  | 10  | DSQ | DSQ | 51  |
| 21  | Pedro Paulo Fernandes |     |     |     |     | 13  | 19  | 29  | 16  | 13  | 11  | 21  | 8   | 29  | 17  | 9   | 11  | 17  | 19  | 43  |
| 22  | Danilo Alamini        | 31  | DNQ | Ret | NC  | 30  | NL  | 16  | 24  | 19  | 10  |     |     | AT  | 14  | 17  | 15  | Ret | DNQ | 32  |
| 23  | Rodrigo Taborda       | 15  | 16  | 17  | 12  | 15  | 15  | 18  | 19  | 31  | 18  | 15  | 25  | 24  | 18  | Ret | DNS | 19  | 20  | 20  |
| 24  | Pedro Perdoncini      | 21  | 14  | 23  | 15  | 16  | 12  | 19  | 18  | 15  | 15  | Ret | NL  | 22  | 23  | 19  | 12  | 27  | 21  | 17  |
| 25  | Lucas Bornemann       | 26  | 22  | 30  | 23  | NC  | 27  | 23  | 12  | 23  | 13  | 20  | 10  | 19  | 19  | 27  | 13  | 20  | 17  | 16  |
| 26  | Daniel Keleman        | 20  | INF | 22  | 11  | 22  | 11  | 24  | NL  | 25  | Ret | 24  | 17  | Ret | Ret | 24  | INF | 21  | 15  | 15  |
| 27  | Diogo Moscato         |     |     |     |     |     |     |     |     |     |     | 14  | 14  |     |     | 15  | 14  | INF | NL  | 15  |
| 28  | José Augusto Dias     | 22  | 12  | 16  | 18  | 17  | 24  | Ret | NL  | Ret | Wth | 26  | 16  | 21  | 27  | 31  | 27  | 14  | 12  | 14  |
| 29  | Djalma Pivetta        | 18  | 13  | 19  | 16  | 19  | 21  | 26  | 21  | 21  | 17  | 18  | 21  | 27  | 25  | 28  | 18  | 13  | 14  | 12  |
| 30  | Ricardo Alvarez       | 19  | 28  | DSQ | DSQ | 21  | 16  | 22  | 13  | 16  | Ret | 22  | 12  | 25  | 28  | 26  | 21  | 16  | 13  | 10  |
| 31  | Alberto Cattucci      |     |     |     |     |     |     |     |     |     |     |     |     |     |     | 16  | 9   |     |     | 7   |
| 32  | Hugo Cibien           |     |     |     |     |     |     |     |     | 26  | 20  | 16  | 11  | 28  | 21  | 21  | 19  | NL  | DNS | 5   |
| 33  | Léo Rufino            | AT  | WD  | 21  | 14  | 25  | 20  | 21  | Ret | 22  | 27  | 27  | 20  | 18  | 24  | 23  | 25  | 18  | Ret | 2   |
| 34  | Márcio Giordano       | Ret | 15  | 20  | 19  | 23  | 18  | 28  | 22  | 18  | 28  | 25  | 24  | 20  | 22  | 20  | 24  | Wth | NC  | 1   |
| 35  | Kléber Eletric        | 16  | Ret | 31  | NL  | 24  | NC  | 20  | 27  | 27  | 22  | Ret | NL  | DSQ | DSQ | 22  | Ret | 22  | DSQ | 0   |
| 36  | Juca Bala             | 23  | 21  | 29  | 22  | 28  | 26  | 27  | 25  | 28  | NL  | Ret | INF | INF | DNQ | 29  | 23  | Ret | 16  | 0   |
| 37  | Glauco Barros         | 24  | 19  | 24  | 17  | Ret | INF |     |     |     |     |     |     |     |     |     |     |     |     | 0   |
| 38  | Maicon Roncen         | Ret | NL  | 25  | 21  | 26  | 23  | 25  | 23  | 29  | 29  | 23  | 19  | 26  | 26  | DNF | Ret | 23  | Ret | 0   |
| 39  | Gustavo Teixeira      |     |     |     |     |     |     |     |     |     |     | 28  | 22  | Ret | NL  | Ret | NL  | 25  | Ret | 0   |
| 40  | Hiro Yano             | 27  | NL  | 28  | 24  | 29  | 25  | Ret | 26  | 32  | 25  |     |     |     |     |     |     |     |     | 0   |
| 41  | Vinícius Palma        |     |     |     |     |     |     |     |     |     |     |     |     |     |     | 25  | 22  | 28  | INF | 0   |
| 42  | Bernardo Cardoso      |     |     |     |     |     |     |     |     |     |     |     |     |     |     |     |     | DNS | DNS | 0   |
| 43  | Renato Martins        |     |     |     |     |     |     |     |     |     |     |     |     | AT  | AT  |     |     |     |     | 0   |
| Pos | Piloto                | CGR | CGR | GOI | GOI | LON | LON | POT | POT | INT | INT | CAS | CAS | TAR | TAR | MGS | MGS | GNA | GNA | Pts |

| Color        | Resultado                                     |
| ------------ | --------------------------------------------- |
| Oro          | Ganador                                       |
| Plata        | 2º lugar                                      |
| Bronce       | 3º lugar                                      |
| Verde        | 4.º y 5.º lugar (top 5)                       |
| Celeste      | 6.º a 10.º lugar (top 10)                     |
| Azul         | Finalizó (afuera del top 10) (fora do Top 10) |
| Violeta      | No terminó                                    |
| Rojo         | DNQ - No se clasificó                         |
| Marrón       | Wth - Retirado                                |
| Negro        | DSQ - Descalificado                           |
| Caqui oscuro | No empezó (NL)                                |
| Caqui oscuro | Abandonó la carrera (C)                       |
| Vacío        | no participó                                  |

| Pos | Piloto                | CGR | CGR | GOI | GOI | LON | LON | POT | POT | INT | INT | CAS | CAS | TAR | TAR | MGS | MGS | GNA | GNA | Pts |
| Pos | Piloto                | RD1 | RD2 | RD1 | RD2 | RD1 | RD2 | RD1 | RD2 | RD1 | RD2 | RD1 | RD2 | RD1 | RD2 | RD1 | RD2 | RD1 | RD2 | Pts |
| --- | --------------------- | --- | --- | --- | --- | --- | --- | --- | --- | --- | --- | --- | --- | --- | --- | --- | --- | --- | --- | --- |
| 1   | Felipe Giaffone       | 1   | 3   | 2   | 3   | 3   | 9   | Ret | 7   | 2   | 16  | 1   | 2   | 2   | 4   | 1   | 6   | 1   | 5   | 271 |
| 2   | André Marques         | 4   | 2   | 3   | 2   | 9   | 29  | 4   | 4   | 10  | 6   | 2   | NL  | 10  | 8   | 6   | 3   | 7   | 1   | 225 |
| 3   | Danilo Dirani         | 25  | 27  | 10  | 7   | 5   | 3   | 2   | 3   | 3   | 19  | 3   | 4   | 3   | 1   | 2   | 4   | WD  | 6   | 208 |
| 4   | Roberval Andrade      | 9   | 18  | 1   | 8   | 2   | 17  | Ret | 15  | 4   | 2   |     |     | 4   | 7   | 4   | 1   | 6   | 2   | 201 |
| 5   | Wellington Cirino     | 6   | 1   | 5   | 6   | 4   | 4   | 11  | 5   | 8   | 21  | 19  | 7   | 5   | 5   | 5   | 5   | 2   | 10  | 194 |
| 6   | Raphael Abbate        | 17  | 7   | 7   | 4   | 6   | NL  | 7   | 17  | 5   | 3   | 4   | WD  | 6   | 9   | 3   | 7   | 4   | 3   | 194 |
| 7   | Paulo Salustiano      | 5   | 26  | 6   | 5   | 8   | 1   | 6   | 2   | 6   | 1   | 17  | NC  |     |     | 7   | 2   | 5   | 4   | 188 |
| 8   | Jaidson Zini          | 30  | 24  | 13  | Ret | 7   | 2   | 5   | 20  | 7   | 5   | 10  | 6   | 12  | 11  | 14  | 17  | 3   | 7   | 139 |
| 9   | Beto Monteiro         | 28  | WD  | 9   | 9   | 1   | 13  | 3   | Ret | 1   | 7   | 5   | 1   | Les | Les |     |     |     |     | 136 |
| 10  | Victor Franzoni       | 3   | 5   | Ret | DNS | 11  | 28  | 8   | 1   | 17  | 9   | 6   | 3   | 11  | 10  | NQ  | NQ  | 15  | Ret | 135 |
| 11  | Felipe Tozzo          | 7   | 6   | 12  | 11  | NC  | 8   | 9   | Ret | 14  | 23  | 7   | 13  | 7   | 2   | Ret | NL  | 8   | 18  | 120 |
| 12  | Leandro Totti         | 8   | 20  | 11  | 25  | Ret | NL  | 1   | 6   | 24  | 24  | 8   | 5   | 1   | 15  | 11  | 8   | OUT | Ret | 118 |
| 13  | Fábio Fogaça          | Wth | 11  | 8   | 1   | 27  | 22  | 10  | 8   | 30  | 12  | 9   | Wth | 8   | 3   | 30  | NA  | EX  | EX  | 105 |
| 14  | Débora Rodrigues      | 12  | 9   | 14  | 26  | 10  | 6   | 17  | 10  | 20  | 8   | 12  | 23  | 13  | 16  | 18  | 26  | 12  | 11  | 102 |
| 15  | Adalberto Jardim      | 2   | 17  | 4   | Ret | 20  | 7   | Ret | DNF | 9   | 4   | 29  | 18  | 23  | 13  | Ret | DSQ | 26  | NC  | 96  |
| 16  | Luiz Lopes            | 10  | 4   | 27  | 10  | 18  | 5   | 13  | 9   | 11  | 26  |     |     | 15  | 12  | 13  | 20  | 24  | NPQ | 96  |
| 17  | Régis Boessio         | 11  | 8   | NPQ | Ret | Wth | Wth |     |     | Ret | DNS | NPQ | DNF | 9   | 6   | 8   | 16  | 10  | 8   | 73  |
| 18  | Evandro Camargo       | 13  | 10  | 18  | 13  | Ret | Ret | 12  | 11  | Ret | DNP |     |     | 14  | NQ  | 10  | AN  | 9   | 9   | 70  |
| 19  | Thiago Rizzo          | 14  | 25  | 26  | 20  | 14  | 10  | 14  | DNQ | 33  | DNF | 13  | 9   | 16  | NE  | Ret | DNS | 11  | DNS | 54  |
| 20  | Bia Figueiredo        | 29  | 23  | 15  | Ret | 12  | 14  | 15  | 14  | 12  | 14  | 11  | 15  | 17  | 20  | 12  | 10  | DSQ | DSQ | 51  |
| 21  | Pedro Paulo Fernandes |     |     |     |     | 13  | 19  | 29  | 16  | 13  | 11  | 21  | 8   | 29  | 17  | 9   | 11  | 17  | 19  | 43  |
| 22  | Danilo Alamini        | 31  | DNQ | Ret | NC  | 30  | NL  | 16  | 24  | 19  | 10  |     |     | AT  | 14  | 17  | 15  | Ret | DNQ | 32  |
| 23  | Rodrigo Taborda       | 15  | 16  | 17  | 12  | 15  | 15  | 18  | 19  | 31  | 18  | 15  | 25  | 24  | 18  | Ret | DNS | 19  | 20  | 20  |
| 24  | Pedro Perdoncini      | 21  | 14  | 23  | 15  | 16  | 12  | 19  | 18  | 15  | 15  | Ret | NL  | 22  | 23  | 19  | 12  | 27  | 21  | 17  |
| 25  | Lucas Bornemann       | 26  | 22  | 30  | 23  | NC  | 27  | 23  | 12  | 23  | 13  | 20  | 10  | 19  | 19  | 27  | 13  | 20  | 17  | 16  |
| 26  | Daniel Keleman        | 20  | INF | 22  | 11  | 22  | 11  | 24  | NL  | 25  | Ret | 24  | 17  | Ret | Ret | 24  | INF | 21  | 15  | 15  |
| 27  | Diogo Moscato         |     |     |     |     |     |     |     |     |     |     | 14  | 14  |     |     | 15  | 14  | INF | NL  | 15  |
| 28  | José Augusto Dias     | 22  | 12  | 16  | 18  | 17  | 24  | Ret | NL  | Ret | Wth | 26  | 16  | 21  | 27  | 31  | 27  | 14  | 12  | 14  |
| 29  | Djalma Pivetta        | 18  | 13  | 19  | 16  | 19  | 21  | 26  | 21  | 21  | 17  | 18  | 21  | 27  | 25  | 28  | 18  | 13  | 14  | 12  |
| 30  | Ricardo Alvarez       | 19  | 28  | DSQ | DSQ | 21  | 16  | 22  | 13  | 16  | Ret | 22  | 12  | 25  | 28  | 26  | 21  | 16  | 13  | 10  |
| 31  | Alberto Cattucci      |     |     |     |     |     |     |     |     |     |     |     |     |     |     | 16  | 9   |     |     | 7   |
| 32  | Hugo Cibien           |     |     |     |     |     |     |     |     | 26  | 20  | 16  | 11  | 28  | 21  | 21  | 19  | NL  | DNS | 5   |
| 33  | Léo Rufino            | AT  | WD  | 21  | 14  | 25  | 20  | 21  | Ret | 22  | 27  | 27  | 20  | 18  | 24  | 23  | 25  | 18  | Ret | 2   |
| 34  | Márcio Giordano       | Ret | 15  | 20  | 19  | 23  | 18  | 28  | 22  | 18  | 28  | 25  | 24  | 20  | 22  | 20  | 24  | Wth | NC  | 1   |
| 35  | Kléber Eletric        | 16  | Ret | 31  | NL  | 24  | NC  | 20  | 27  | 27  | 22  | Ret | NL  | DSQ | DSQ | 22  | Ret | 22  | DSQ | 0   |
| 36  | Juca Bala             | 23  | 21  | 29  | 22  | 28  | 26  | 27  | 25  | 28  | NL  | Ret | INF | INF | DNQ | 29  | 23  | Ret | 16  | 0   |
| 37  | Glauco Barros         | 24  | 19  | 24  | 17  | Ret | INF |     |     |     |     |     |     |     |     |     |     |     |     | 0   |
| 38  | Maicon Roncen         | Ret | NL  | 25  | 21  | 26  | 23  | 25  | 23  | 29  | 29  | 23  | 19  | 26  | 26  | DNF | Ret | 23  | Ret | 0   |
| 39  | Gustavo Teixeira      |     |     |     |     |     |     |     |     |     |     | 28  | 22  | Ret | NL  | Ret | NL  | 25  | Ret | 0   |
| 40  | Hiro Yano             | 27  | NL  | 28  | 24  | 29  | 25  | Ret | 26  | 32  | 25  |     |     |     |     |     |     |     |     | 0   |
| 41  | Vinícius Palma        |     |     |     |     |     |     |     |     |     |     |     |     |     |     | 25  | 22  | 28  | INF | 0   |
| 42  | Bernardo Cardoso      |     |     |     |     |     |     |     |     |     |     |     |     |     |     |     |     | DNS | DNS | 0   |
| 43  | Renato Martins        |     |     |     |     |     |     |     |     |     |     |     |     | AT  | AT  |     |     |     |     | 0   |
| Pos | Piloto                | CGR | CGR | GOI | GOI | LON | LON | POT | POT | INT | INT | CAS | CAS | TAR | TAR | MGS | MGS | GNA | GNA | Pts |

| Color        | Resultado                                     |
| ------------ | --------------------------------------------- |
| Oro          | Ganador                                       |
| Plata        | 2º lugar                                      |
| Bronce       | 3º lugar                                      |
| Verde        | 4.º y 5.º lugar (top 5)                       |
| Celeste      | 6.º a 10.º lugar (top 10)                     |
| Azul         | Finalizó (afuera del top 10) (fora do Top 10) |
| Violeta      | No terminó                                    |
| Rojo         | DNQ - No se clasificó                         |
| Marrón       | Wth - Retirado                                |
| Negro        | DSQ - Descalificado                           |
| Caqui oscuro | No empezó (NL)                                |
| Caqui oscuro | Abandonó la carrera (C)                       |
| Vacío        | no participó                                  |

### Categoría Super Truck Elite
| Pos | Piloto                | CGR | CGR | GOI | GOI | LON | LON | POT | POT | INT | INT | CAS | CAS | TAR | TAR | MGS | MGS | GNA | GNA | Pts |
| Pos | Piloto                | RD1 | RD2 | RD1 | RD2 | RD1 | RD2 | RD1 | RD2 | RD1 | RD2 | RD1 | RD2 | RD1 | RD2 | RD1 | RD2 | RD1 | RD2 | Pts |
| --- | --------------------- | --- | --- | --- | --- | --- | --- | --- | --- | --- | --- | --- | --- | --- | --- | --- | --- | --- | --- | --- |
| 1   | Bia Figueiredo        | 12  | 9   | 1   | Ret | 1   | 3   | 1   | 3   | 1   | 3   | 1   | 6   | 1   | 4   | 2   | 1   | DSQ | DSQ | 255 |
| 2   | Pedro Paulo Fernandes |     |     |     |     | 2   | 7   | 13  | 4   | 2   | 1   | 7   | 1   | 12  | 1   | 1   | 2   | 4   | 7   | 214 |
| 3   | Rodrigo Taborda       | 1   | 5   | 3   | 2   | 3   | 4   | 2   | 6   | 14  | 6   | 3   | 14  | 7   | 2   | Ret | DNS | 6   | 8   | 210 |
| 4   | Djalma Pivetta        | 3   | 2   | 4   | 5   | 6   | 9   | 10  | 7   | 6   | 5   | 5   | 11  | 10  | 9   | 13  | 6   | 1   | 3   | 208 |
| 5   | Pedro Perdoncini      | 6   | 3   | 8   | 4   | 4   | 2   | 3   | 5   | 3   | 4   | Ret | NL  | 6   | 7   | 4   | 3   | 12  | 9   | 200 |
| 6   | Lucas Bornemann       | 10  | 8   | 13  | 11  | NC  | 14  | 7   | 1   | 8   | 2   | 6   | 2   | 3   | 3   | 12  | 4   | 7   | 6   | 196 |
| 7   | Ricardo Alvarez       | 4   | 10  | DSQ | DSQ | 7   | 5   | 6   | 2   | 4   | Ret | 8   | 4   | 8   | 12  | 11  | 8   | 3   | 2   | 179 |
| 8   | José Augusto Dias     | 7   | 1   | 2   | 7   | 5   | 11  | Ret | NL  | Ret | Wth | 12  | 7   | 5   | 11  | 15  | 13  | 2   | 1   | 168 |
| 9   | Léo Rufino            | AT  | WD  | 6   | 3   | 11  | 8   | 5   | Ret | 7   | 10  | 13  | 10  | 2   | 8   | 8   | 12  | 5   | Ret | 151 |
| 10  | Daniel Keleman        | 5   | INF | 7   | 1   | 8   | 1   | 8   | NL  | 9   | Ret | 10  | 8   | Ret | Ret | 9   | INF | 8   | 4   | 150 |
| 11  | Márcio Giordano       | Ret | 4   | 5   | 8   | 9   | 6   | 12  | 8   | 5   | 11  | 11  | 13  | 4   | 6   | 5   | 11  | Wth | NC  | 135 |
| 12  | Maicon Roncen         | Ret | NL  | 10  | 9   | 12  | 10  | 9   | 9   | 13  | 12  | 9   | 9   | 9   | 10  | DNF | Ret | 10  | Ret | 105 |
| 13  | Kléber Eletric        | 2   | Ret | 14  | NL  | 10  | NC  | 4   | 12  | 11  | 8   | Ret | NL  | DSQ | DSQ | 7   | Ret | 9   | DSQ | 97  |
| 14  | Hugo Cibien           |     |     |     |     |     |     |     |     | 10  | 7   | 4   | 3   | 11  | 5   | 6   | 7   | NL  | DNS | 92  |
| 15  | Juca Bala             | 8   | 7   | 12  | 10  | 13  | 13  | 11  | 10  | 12  | NL  | Ret | INF | INF | DNQ | 14  | 10  | Ret | 5   | 91  |
| 16  | Diogo Moscato         |     |     |     |     |     |     |     |     |     |     | 2   | 5   |     |     | 3   | 5   | INF | NL  | 60  |
| 17  | Hiro Yano             | 11  | NL  | 11  | 12  | 14  | 12  | Ret | 11  | 15  | 9   |     |     |     |     |     |     |     |     | 49  |
| 18  | Glauco Barros         | 9   | 6   | 9   | 6   | Ret | INF |     |     |     |     |     |     |     |     |     |     |     |     | 42  |
| 19  | Vinícius Palma        |     |     |     |     |     |     |     |     |     |     |     |     |     |     | 10  | 9   | 13  | INF | 24  |
| 20  | Gustavo Teixeira      |     |     |     |     |     |     |     |     |     |     | 14  | 12  | Ret | NL  | Ret | NL  | 11  | Ret | 19  |
| 21  | Bernardo Cardoso      |     |     |     |     |     |     |     |     |     |     |     |     |     |     |     |     | DNS | DNS | 0   |
| Pos | Piloto                | CGR | CGR | GOI | GOI | LON | LON | POT | POT | INT | INT | CAS | CAS | TAR | TAR | MGS | MGS | GNA | GNA | Pts |